# 木村綾
木村 綾（きむら あや）は、日本の福祉学者（地域福祉・コミュニティワーク）。学位は修士（保健福祉学）（岡山県立大学・2002年）。静岡県立大学経営情報学部講師・大学院経営情報イノベーション研究科講師。
社会福祉法人静岡県社会福祉協議会地域福祉課主幹などを歴任した。

## 概要
地域福祉、コミュニティワークを専攻する福祉学者である。地域福祉政策の研究に従事していた。静岡県社会福祉協議会に勤務したのち、静岡県立大学などで教鞭を執り、後進の育成に努めた。

## 来歴

### 生い立ち
岡山県により設置・運営される岡山県立大学に進学し、保健福祉学部の保健福祉学科にて学んだ。2000年（平成12年）3月、岡山県立大学を卒業した。それに伴い、学士（保健福祉学）の学位を取得した。さらに岡山県立大学の大学院に進学し、保健福祉学研究科の保健福祉学専攻にて学んだ。2002年（平成14年）3月、岡山県立大学の大学院における修士課程を修了した。それに伴い、修士（保健福祉学）の学位を取得した。

### 福祉学者として
大学院修了後、2002年（平成14年）4月に社会福祉法人である静岡県社会福祉協議会にて主事となった。2016年（平成28年）4月、静岡県社会福祉協議会の地域福祉課にて主幹に昇任した。2018年（平成30年）4月、県と同名の公立大学法人により設置・運営される静岡県立大学に転じ、経営情報学部の講師に就任した。経営情報学部においては、主として経営情報学科の講義を担当した。また、静岡県立大学の大学院では、経営情報イノベーション研究科の講師を兼務することになった。経営情報イノベーション研究科においては、主として経営情報イノベーション専攻の講義を担当した。

## 研究
専門は福祉学であり、特に地域福祉、コミュニティワークといった分野の研究を手掛けていた。具体的には、地域福祉政策やコミュニティマネジメントの研究に従事していた。学術団体としては、日本社会福祉学会などの団体に所属していた。

## 略歴
- 2000年 - 岡山県立大学保健福祉学部卒業[4]。
- 2002年 - 岡山県立大学大学院保健福祉学研究科修士課程修了[4]。
- 2002年 - 静岡県社会福祉協議会主事[3]。
- 2016年 - 静岡県社会福祉協議会地域福祉課主幹[3]。
- 2018年 - 静岡県立大学経営情報学部講師[3]。
- 2018年 - 静岡県立大学大学院経営情報イノベーション研究科講師。

### 註釈
1. ↑  岡山県立大学は、2007年に岡山県から公立大学法人岡山県立大学に移管された。
2. ↑  岡山県立大学保健福祉学部保健福祉学科は、分割・再編され、2021年に現代福祉学科、子ども学科が設置された。